# 山部太
山部 太（やまべ ふとし、1971年1月4日 - ）は、愛媛県八幡浜市出身の元プロ野球選手（投手、左投左打）・コーチ。

## 経歴

### プロ入り前
愛媛県立八幡浜工業高等学校では、1988年の夏の甲子園県予選で準決勝に進出、同年春の選抜優勝校である宇和島東高を破る。決勝では松山商に大敗し甲子園出場を逸するが、好投手として注目を集めた。
プロ野球11球団からドラフト指名挨拶があるも、腰に不安がありNTT四国に進む。同期の西山一宇と左右の二本柱となり、1990年から4年連続で都市対抗に出場。1992年の日本選手権では先発で2勝をあげてベスト8進出に貢献し、優秀選手となった。1993年には第11回インターコンチネンタルカップ日本代表、第17回アジア野球選手権大会日本代表に選出される。この時はまだ、プロに行きたいとまではあまり思っていなかったということだったが、1993年に逆指名制度が導入されたことで、「自分で（入る球団を）決められる」ということでプロに進むことになる。
1993年のドラフト1位（逆指名制度）でヤクルトに入団。それまで高校でも社会人でも優勝経験が無かったことで、「（1992年・1993年と連覇した）強いヤクルトに行きたいと思った」からということだったという。

### 現役時代
1994年4月26日、イースタン・リーグの対西武ライオンズ戦でノーヒットノーランを達成したが、この試合では西武先発の竹下潤も1失点ながら無安打完投しており、2022年シーズン終了時点で日本プロ野球では一軍・二軍通じて唯一の「両チーム無安打試合」となっている。この年の中盤から一軍昇格し、先発ローテーションにも入ったが1勝止まりだった。
1995年は開幕一軍からローテーションに定着、前半戦で11勝2敗の好成績でオールスターゲームに選出された。後半戦は中継ぎもこなしてチームトップの16勝を挙げ、チームのリーグ優勝・日本一に大きく貢献した。
1996年も前半戦からローテーションを守り好成績で、オールスターゲームに2年連続で選出された。しかし、後半戦は肩の故障で登板できなかった。
1997年も肩の故障は完治せず14試合の登板初の未勝利で終わった。翌年も肩の影響が残り低迷。
1998年のオフにはリハビリの為に川崎憲次郎、伊藤彰らと共に渡米し治療に専念した。
1999年は前半はショートリリーフやロングリリーフで投げ谷間の先発を務め、後半戦からは先発ローテーションにも入る復調ぶりだったが一発病で崩れることも多く6勝7敗に終わる。翌年は不振や故障でわずか9試合1勝に終わる。
2001年には入団以来付けていた背番号19から30に変更。この頃からスリークオーターから繰り出す、スローカーブと緩急を付けた投球を持ち味とする軟投派にモデルチェンジ。
2003年、リリーフ専任となり、34試合で防御率1点台と安定した結果を出した。
2004年は不振で打ち込まれる。
2005年はワンポイントリリーフとして一定数の登板するが結果は残せなかった。
2006年は一軍登板のないまま戦力外通告を受け、現役引退とコーチ就任を表明。10月15日の読売ジャイアンツ戦が引退試合となり、堀田一郎を三振に打ち取って（堀田はこの打席が現役最後の打席となった）有終の美を飾った。

### 現役引退後
2007年はヤクルトの二軍投手兼コンディショニングコーチを勤めた。
2008年から2010年までは二軍投手コーチを担当し、村中恭兵、増渕竜義、佐藤由規、赤川克紀ら若手投手陣を育成。
2011年から2013年まではフロント入りし編成部課長に就任。編成部次長の角富士夫と球団内部の改革に取り組んだ。
2014年から2015年は再び二軍投手コーチを務め、新入団選手の岩橋慶侍や2009年のドラフト1位・中澤雅人を中継ぎ投手として再生、育成選手出身の徳山武陽など一軍に送り込んだ。
2016年から3年ぶりにフロント入りし球団職員を務める。

## 詳細情報

### 年度別投手成績
| 年 度      | 球 団      | 登 板 | 先 発 | 完 投 | 完 封 | 無 四 球 | 勝 利 | 敗 戦 | セ 丨 ブ | ホ 丨 ル ド | 勝 率 | 打 者 | 投 球 回 | 被 安 打 | 被 本 塁 打 | 与 四 球 | 敬 遠 | 与 死 球 | 奪 三 振 | 暴 投 | ボ 丨 ク | 失 点 | 自 責 点 | 防 御 率 | W H I P |
| ---------- | ---------- | ----- | ----- | ----- | ----- | -------- | ----- | ----- | -------- | ----------- | ----- | ----- | -------- | -------- | ----------- | -------- | ----- | -------- | -------- | ----- | -------- | ----- | -------- | -------- | ------- |
| 1994       | ヤクルト   | 16    | 11    | 1     | 1     | 0        | 1     | 6     | 0        | --          | .143  | 291   | 67.0     | 51       | 5           | 43       | 1     | 1        | 64       | 5     | 0        | 33    | 30       | 4.03     | 1.40    |
| 1995       | ヤクルト   | 31    | 25    | 4     | 2     | 0        | 16    | 7     | 0        | --          | .696  | 680   | 160.0    | 121      | 12          | 89       | 0     | 1        | 144      | 6     | 0        | 72    | 68       | 3.83     | 1.31    |
| 1996       | ヤクルト   | 20    | 20    | 2     | 1     | 0        | 7     | 4     | 0        | --          | .636  | 527   | 123.2    | 111      | 23          | 56       | 3     | 1        | 98       | 4     | 0        | 62    | 55       | 4.00     | 1.35    |
| 1997       | ヤクルト   | 14    | 5     | 0     | 0     | 0        | 0     | 2     | 2        | --          | .000  | 106   | 25.2     | 18       | 1           | 13       | 0     | 0        | 24       | 0     | 0        | 11    | 10       | 3.51     | 1.21    |
| 1998       | ヤクルト   | 29    | 8     | 0     | 0     | 0        | 3     | 8     | 0        | --          | .273  | 284   | 63.0     | 62       | 7           | 36       | 2     | 2        | 62       | 11    | 0        | 33    | 32       | 4.57     | 1.56    |
| 1999       | ヤクルト   | 28    | 13    | 0     | 0     | 0        | 6     | 7     | 0        | --          | .462  | 425   | 90.1     | 95       | 16          | 57       | 2     | 2        | 89       | 5     | 0        | 63    | 52       | 5.18     | 1.68    |
| 2000       | ヤクルト   | 9     | 6     | 0     | 0     | 0        | 1     | 3     | 0        | --          | .250  | 134   | 30.1     | 34       | 6           | 10       | 0     | 1        | 25       | 2     | 0        | 23    | 23       | 6.82     | 1.45    |
| 2001       | ヤクルト   | 12    | 10    | 0     | 0     | 0        | 4     | 2     | 0        | --          | .667  | 219   | 52.2     | 45       | 4           | 23       | 1     | 1        | 36       | 2     | 0        | 22    | 22       | 3.76     | 1.29    |
| 2002       | ヤクルト   | 10    | 9     | 0     | 0     | 0        | 5     | 3     | 0        | --          | .625  | 178   | 40.2     | 51       | 9           | 9        | 0     | 3        | 29       | 0     | 0        | 29    | 25       | 5.53     | 1.48    |
| 2003       | ヤクルト   | 34    | 0     | 0     | 0     | 0        | 2     | 0     | 0        | --          | 1.000 | 180   | 43.0     | 34       | 3           | 16       | 3     | 2        | 36       | 3     | 0        | 12    | 5        | 1.05     | 1.16    |
| 2004       | ヤクルト   | 25    | 0     | 0     | 0     | 0        | 0     | 1     | 0        | --          | .000  | 123   | 23.0     | 36       | 6           | 14       | 1     | 4        | 22       | 1     | 0        | 26    | 25       | 9.78     | 2.17    |
| 2005       | ヤクルト   | 40    | 0     | 0     | 0     | 0        | 0     | 2     | 0        | 5           | .000  | 102   | 21.0     | 25       | 1           | 12       | 0     | 2        | 21       | 1     | 0        | 15    | 15       | 6.43     | 1.76    |
| 2006       | ヤクルト   | 1     | 0     | 0     | 0     | 0        | 0     | 0     | 0        | 1           | ----  | 1     | 0.1      | 0        | 0           | 0        | 0     | 0        | 1        | 0     | 0        | 0     | 0        | 0.00     | 0.00    |
| 通算：13年 | 通算：13年 | 269   | 107   | 7     | 4     | 0        | 45    | 45    | 2        | 6           | .500  | 3250  | 740.2    | 683      | 93          | 378      | 13    | 20       | 651      | 40    | 0        | 401   | 362      | 4.40     | 1.43    |

### 表彰
- 月間MVP：1回（1995年6月）
- JA全農Go・Go賞：1回（最多奪三振賞：1996年5月）

### 記録
初記録
- 初登板：1994年6月7日、対読売ジャイアンツ10回戦（明治神宮野球場）、6回表に4番手として救援登板、3回無失点
- 初奪三振：同上、6回表に川相昌弘から
- 初先発：1994年6月14日、対中日ドラゴンズ10回戦（石川県立野球場）、6回2/3を3失点（自責点1）で敗戦投手
- 初勝利・初完投勝利・初完封勝利：1994年7月6日、対中日ドラゴンズ10回戦（ナゴヤ球場）
- 初セーブ：1997年4月11日、対中日ドラゴンズ1回戦（ナゴヤドーム）、13回裏二死に7番手で救援登板・完了、1/3回無失点
- 初ホールド：2005年8月17日、対広島東洋カープ15回戦（広島市民球場）、7回裏二死に3番手で救援登板、1/3回無失点

その他の記録
- オールスターゲーム出場：2回（1995年、1996年）

### 背番号
- 19（1994年 - 2000年）
- 30（2001年 - 2006年）
- 99（2007年 - 2010年）
- 79（2014年 - 2015年）